# Magnolia scortechinii
Magnolia scortechinii är en magnoliaväxtart som först beskrevs av George King, och fick sitt nu gällande namn av Richard B. Figlar och Hans Peter Nooteboom. Magnolia scortechinii ingår i släktet Magnolia och familjen magnoliaväxter. Inga underarter finns listade i Catalogue of Life.